# Waldthurner (Adelsgeschlecht)

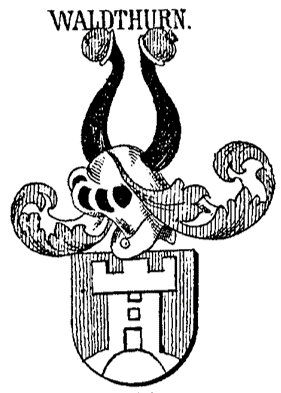
Wappen der Waldthurner nach Johann Siebmachers Wappenbuch

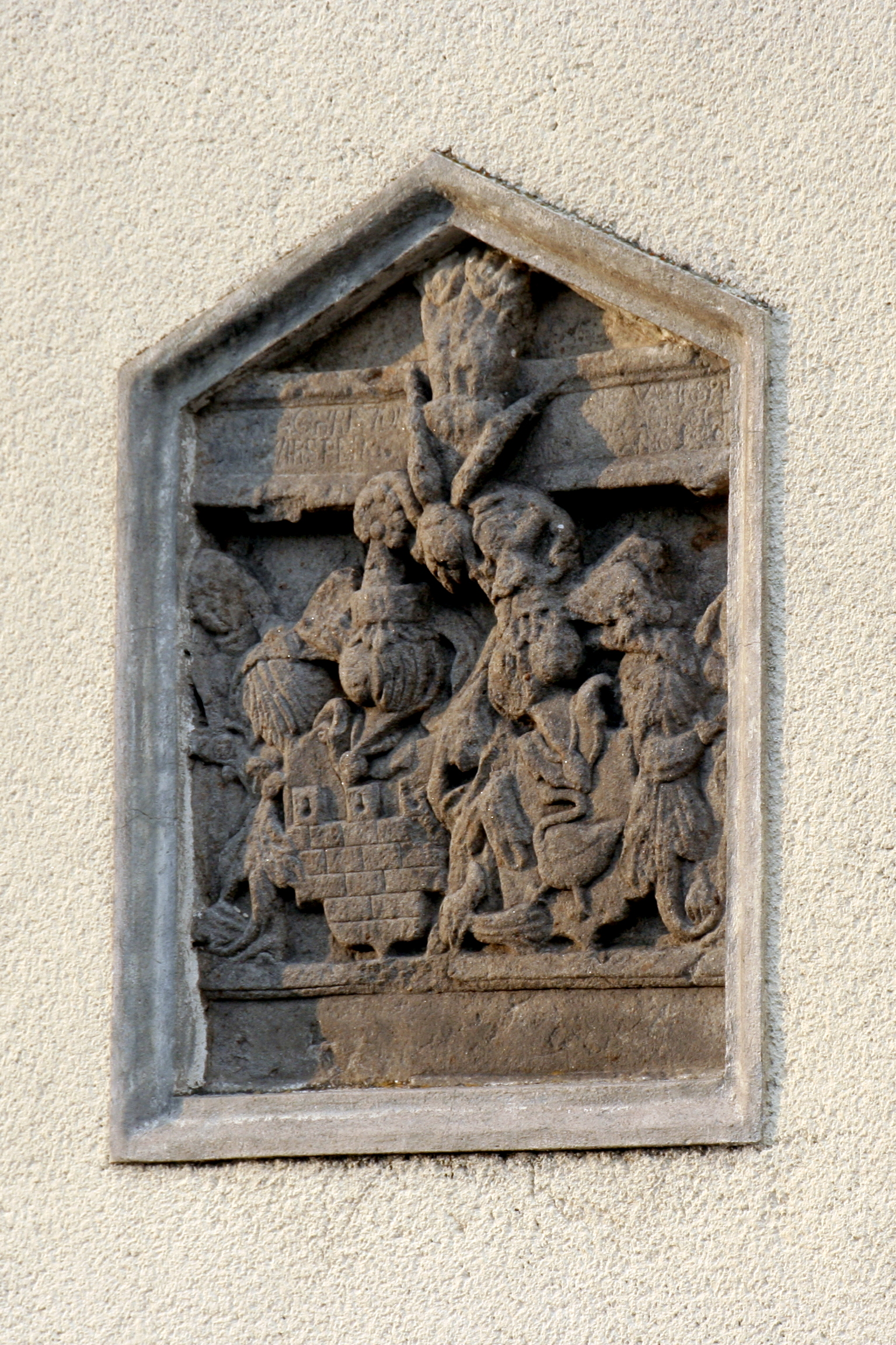
Wappentafel mit dem Wappen von Waldthurn und von Vohenstrauß

Die Waldthurner waren eine Nebenlinie der Waldauer, die hauptsächlich in Waldthurn in der nördlichen Oberpfalz ansässig waren.

## Geschichte
Waldthurn und Waldau waren allodiale Herrschaften, die durch Rodung diepoldingischer Ministerialen von Rothenstadt entstanden sind. Die hier ansässig gewordenen Waldthurner und Waldauer sind im 13. Jahrhundert zu einem der bedeutendsten Ministerialengeschlechter in der nördlichen Oberpfalz geworden. Sie hatten auch Reichslehen aufgrund ihrer Besitzungen im Reichsland Eger und Lehen der Grafen von Ortenburg-Murach inne. Sie nannten sich auch nach Pleystein, Tännesberg oder Hostau und waren auch im Besitz der Burg Trausnitz (Letztere gelangte 1280 an die Wittelsbacher). Ein Berthold von Rothenstadt scheint der Stammvater der Losauer, Waldauer und Waldthurner gewesen zu sein.
Friedrich von Waldthurn und sein Sohn Ulrich sind erstmals 1217 bei einem in Anwesenheit von Kaiser Friedrich II. zu Regensburg vollzogenen Tauschvorgang zwischen Gebhard III. von Sulzbach und Graf Rapoto I. von Ortenburg belegt, sie fungieren hier als Dienstmannen des Ortenburger. Friedrich von Waldthurn erwirbt 1218 die Dörfer Schönfeld und Triebendorf vom Kloster Waldsassen, Gutsbezirke in Pirch, Lasan (heute Marktteil von Wernberg-Köblitz), Ruth (abg. bei Pirk), Lutsow (heute Ortsteil von Waldthurn), Horwe (abg.) und Eppinreuth (abg.). 1237 taucht Ulrich von Waldthurn als Ortenburgischer Dienstmann gemeinsam mit Konrad von Waldau als Urkundenzeuge auf. 1225 sind Friedrich von Waldthurn und seine Söhne Ulrich und Heinrich Zeugen bei einem Bündnisvertrag zwischen Landgraf Diepold II. von Leuchtenberg und Graf Heinrich I. von Ortenburg. 1238 ist Ulrich von Waldthurn Zeuge bei den Schenkung der Burg Murach von Heinrich I. an seine Gemahlin Richiza (auch Richgard von Hohenburg genannt). 1242 erscheint Ulrich von Waldthurn mit Friedrich von Waldau in einer für das Kloster Tepl ausgestellten Urkunde als Reichsministeriale. In einer 1259 zu Eger von Konradin ausgestellten Urkunde sind Ulrich von Waldthurn und Friedrich von Waldthurn genannt. Pirk, Reut und Letzau sowie Güter in Remmelberg, Lennesrieth und Buckenhofen überließen 1261 die Brüder Berthold und Ulrich von Waldthurn zusammen mit dem Heinrich von Pleystein dem Kloster Waldsassen. Bereits seit 1260 nennen sich Angehörige des Waldthurner nach Pleystein. 1261 ist ein Heinrich von Pleystein als Bruder des Berthold von Waldthurn genannt. Bereits 1260 erscheint ein Fridericus de Pleistein in einer Regensburger Urkunde; er dürfte geistlichen Standes gewesen sein und mit dem 1279 aufgetretenen Fridericus plebanus de Sconebach dictus de Waldthurn identisch gewesen sein. Um 1271 verzichteten Ulrich von Hostau (Sohn des Ulrich von Waldthurn), Gottfried von Waldthurn und Friedrich von Waldthurn zugunsten des Klosters auf alle Ansprüche aus ihren Gütern in Pirk, Reuth, Rimilberch (Remmelberg), Dresenvelt, Lennsrieth, Willhove und Bernhove. Konrad von Tännesberg, ein Bruder des Berthold von Waldau, hatte dem Kloster den Gutsbezirk Lennesrieth und die Vogtei Albersrieth vermacht. Der letzte der Waldthurner war Heinrich von Waldthurn († 1308), dessen Witwe Kunigunde die Besitzung angeblich (!) an das Kloster Waldsassen verkauft haben soll. Ein Ulrich von Waldthurn hat den Edelsitz Rothenstadt 1305 inne. Seine Gattin Dietmund verkauft den Sitz 1325 an die Vettern ihres Mannes, Weigel von Trausnitz und Heinrich von Waldau. Georg und Hans Tobias von Waldau erscheinen letztmals 1532 im Landsassenverzeichnis als Besitzer von Rothenstadt und verkaufen 1533 den Sitz.
Nach 1308 sind die Waldauer in den Besitz von Waldthurn gekommen und dieser Familienzweig nannte sich in der Folge Waldauer zu Waldthurn. Sie hatten Besitzungen in Reisach, Steinfrankenreuth, Frankenrieth, Kühbachhof, Ober-, Mittel- und Untertresenfeld, Ottenrieth, Remmelberg, Schammesrieth und Gösen sowie Letzau (hier wurden drei Höfe in der zweiten Hälfte des 13. Jahrhunderts an den bayerischen Herzog verkauft, aber 1535 sind sie noch im Besitz des Ortes). 1352 konnten sie umfangreiche Besitzungen vom Kloster Waldsassen erwerben; dazu zählten u. a. Waldkirch, Bernrieth, Dimpfl und Fahrenberg, ebenso Höfe in Diebersreuth und in Kühbach. Mitte des 14. Jahrhunderts ist die Herrschaft der Waldauer zu Waldthurn unter böhmische Landesherrlichkeit gekommen; zeitweise war sie auch an Markgraf Otto verpfändet. In dem Vertrag von Fürstenwalde von 1373 werden die Waldauer von Waldthurn von der böhmischen Krone mit der Feste Schellenberg belehnt. Halsgericht, Stock und Galgen sowie der Blutbann zu den Schlössern in Waldthurn und Schellenberg waren Reichslehen. Das Halsgericht über den Fahrenberg, Bernrieth und Waldkirch stammte seit 1394 von den Landgrafen von Leuchtenberg. Die Niedergerichtsbarkeit hatten die Waldauer zu Waldthurn von ihren Gütern hergebracht. 1540 musste sich Georg von Waldau zu Waldthurn zu Kurfürst Ludwig V. und Pfalzgraf Friedrich, seinen Landesherrn, als Landsasse bekennen. Sein verstorbener Bruder Hans Tobias von Waldau auf Waldthurn hatte sich dagegen ungerechtfertigter Weise gesträubt. Am 10. April 1540 verkaufte er, der nur vier Töchter hinterließ, die Herrschaft Waldthurn mit Schellenberg an dem von Wirsberg stammenden fränkischen Willibald von Wirsberg. Unter ihm wird hier der lutherische Glaube eingeführt.

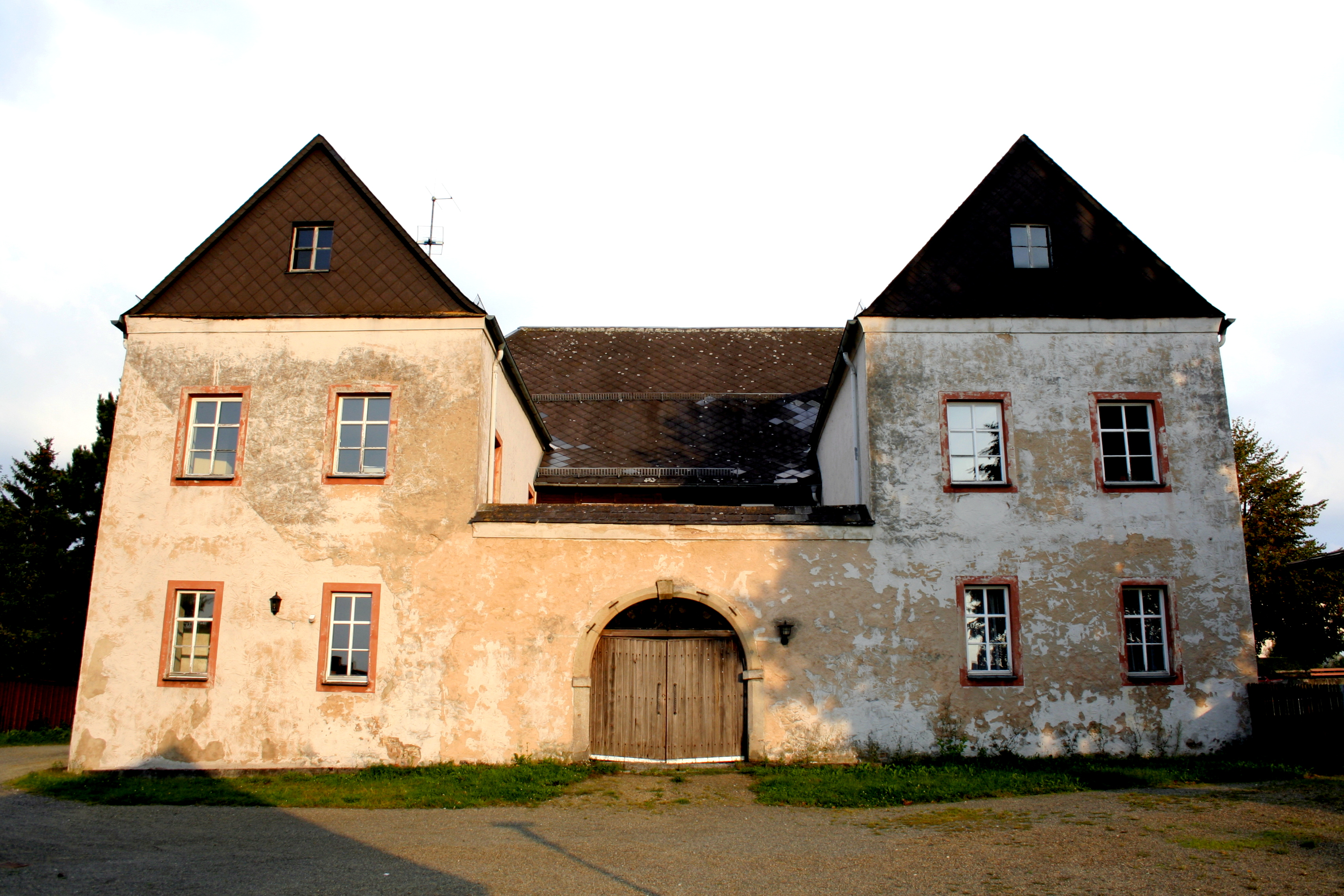
Lobkowitzer Schloss Waldthurn

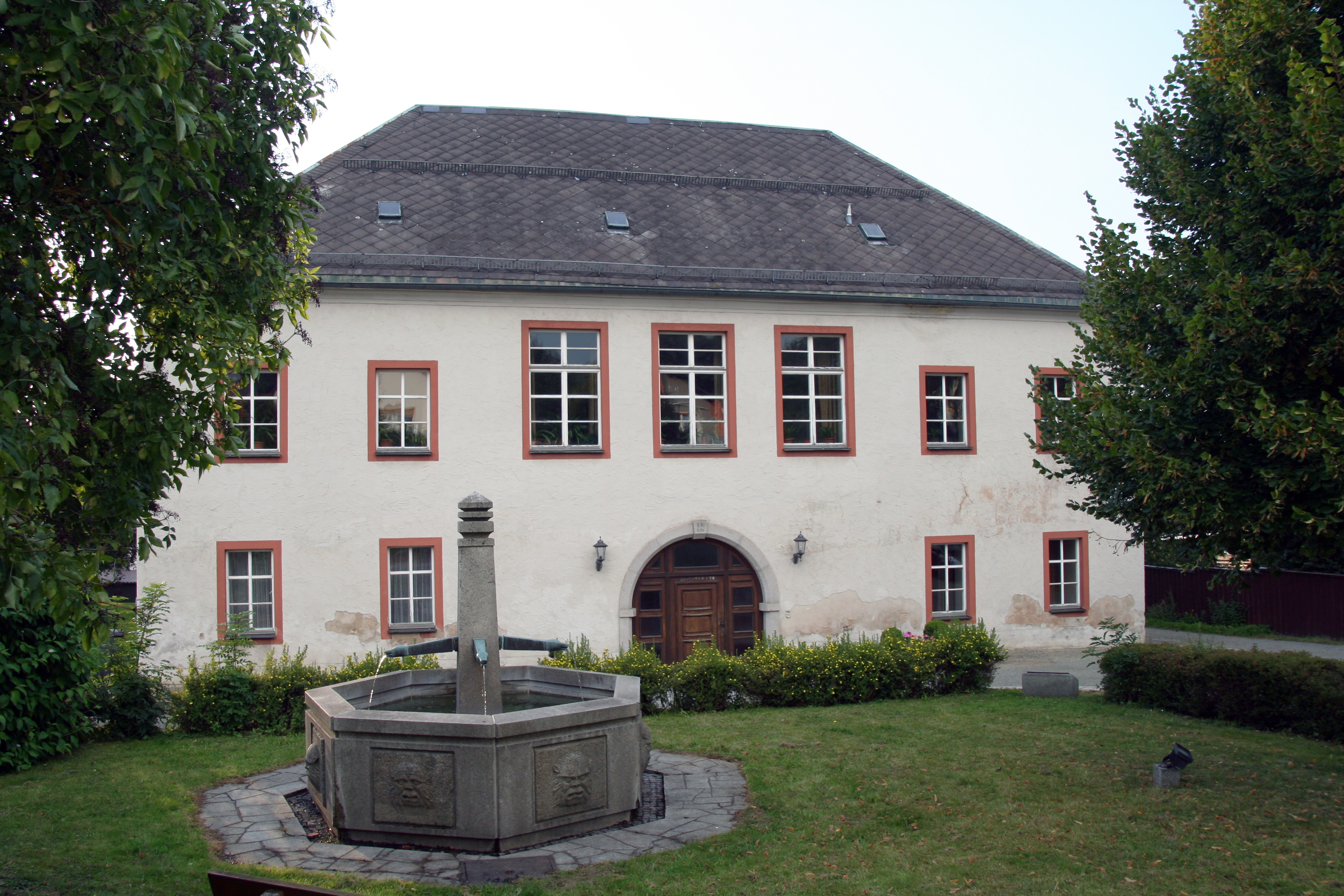
Schloss Waldthurn Vorderseite

Als Nachfolger werden Albrecht Eitel von Wirsberg, Soldan von Wirsberg, Georg Christoph von Wirsberg und Hans Ulrich von Wirsberg genannt. Die Waldthurner Linie der Wirsberger starb 1647 aus und wurde von den Kommissären der Böhmischen Krone übernommen. Die Wirsberger wurden in Waldthurn in St. Jodok, heute St.-Sebastian-Kirche bestattet. Unter Maximilian I. (Bayern) wurde die Oberpfalz, und so auch Waldthurn, 1628 wieder katholisch.
Am 16. Mai 1656 wurde die Herrschaft von Kaiser Ferdinand III., der auch König von Böhmen war, an den Fürsten Wenzel von Lobkowitz verkauft. Diese hatten 1575 Neustadt an der Waldnaab und 1641 auch die Gefürstete Grafschaft Störnstein erworben. Seine Frau war die evangelische Wittelsbacherin Auguste Sophie von Pfalz-Sulzbach, Tochter des Pfalzgrafen und Herzogs August von Sulzbach, was für die weiteren politischen Schritte hilfreich war. 1807 verkaufte Fürst Franz Josef Maximilian von Lobkowitz die Herrschaft um 700.000 Gulden an das Königreich Bayern. Durch Reskript vom 17. März 1808 wurde die Herrschaft Waldthurn dem Landgericht Treswitz einverleibt und 1821 dem Landgericht Vohenstrauß zugeschlagen.

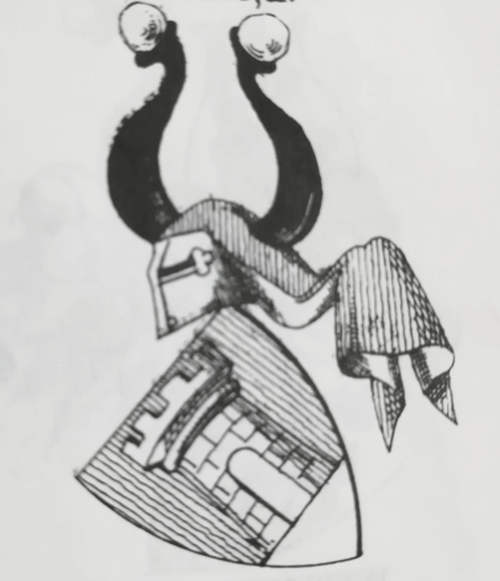
Wappen der Waldauer
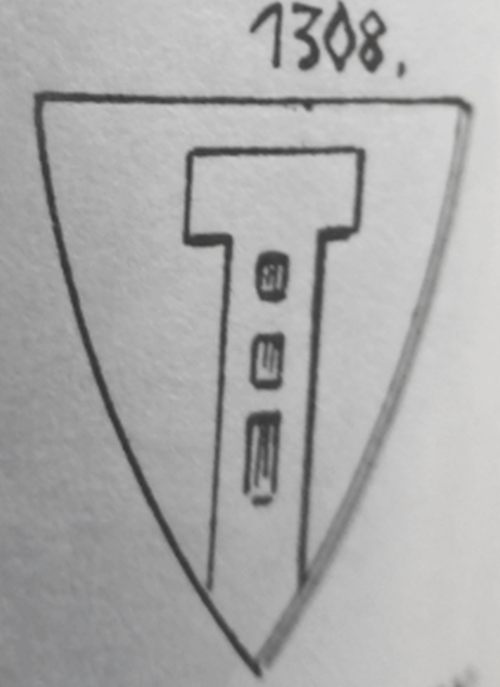
Wappen der Waldauer (1308)
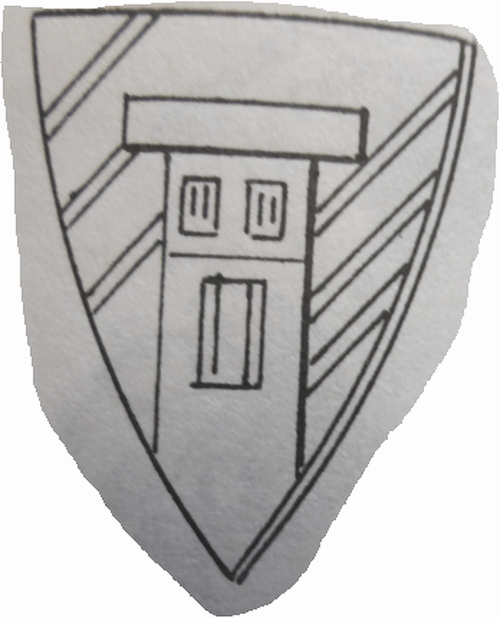
Wappen der Waldauer (1317)

## Wappen
Ludwig von Waldau führt in seinem Siegel von 1290 eine Mauer mit einem Turm. Die späteren Siegel zeigen nur einen Turm auf einem flachen oder runden Boden. Die Farbe des Schildes ist silbern, die des Turmes rot. Die beiden aus dem Helm wachsenden Hörner sind je mit einem silbernen Ballen (Schneeballen) besteckt. Die Waldthurner führten ursprünglich dasselbe Wappen. Im 15. Jahrhundert stritten Ulrich der Waldauer zu Waldthurn und Friedrich der Waldthurner zu Kembdi wegen des Schildes vor dem Pfalzgraf Johann zu Neumarkt. Der entschied 1439, die Waldauer und die Waldthurner sollten Schild und Helm gleich haben, d. h. im roten Schild ein weißer Zinnenturm. Als Helmkleinod mit den zwei schwarzen Hörnern sollten die Waldthurner statt der Schneeballen zwei rote Äpfel mit schwarzen Butzen führen. Georg und Johann Tobias von Waldau erhielten am 28. August 1532 von Kaiser Karl V. auf dem Reichstag zu Regensburg eine Vermehrung des Wappens mit dem Wappen der erloschenen Pocksaw und die Rotwachsfreiheit.